# Roberto Aguirre García
Roberto Aguirre García (nascut el 24 de febrer de 1968) és un entrenador de futbol asturià, actualment al capdavant de l'Oviedo Vetusta.

## Carrera
Nascut a Candamu, Astúries, Aguirre va començar a dirigir als 25 anys, en els equips juvenils d'un desaparegut club amb seu a Madrid. Després va passar al CF Rayo Majadahonda, dirigint els equips cadets, aleví i filials del club.
L'any 2002, després de tres anys al capdavant del CD Mosconia de Tercera Divisió, Aguirre va ser nomenat entrenador de la UP Langreo a Segona Divisió B, però va patir el descens al final de la temporada. Després va treballar a l'Atlètic de Ciutadella dequarta categoria abans de tornar a la tercera divisió amb la UD Pájara Playas de Jandía el 2004; va evitar per poc el descens en el seu període de tres temporades en aquest últim.
El 20 de desembre de 2007, Aguirre va ser nomenat responsable del CE Soledat en el quart nivell. Va tornar a Ciutadella el juliol següent, abans d'acceptar una oferta del Lorca Deportiva CF a la tercera categoria el 14 de novembre de 2008; tot i arribar a la segona volta del play-off d'ascens, el seu equip va patir el descens administratiu i posteriorment va marxar.
El 30 de juny de 2009, Aguirre va ser nomenat entrenador del Pontevedra CF, però va ser destituït el 24 de novembre. El 6 de gener de 2011, després de més d'un any sense entrenar, va agafar el Zamora CF també a tercera divisió.
El 28 d'abril de 2015, Aguirre va ser acomiadat del Zamora, després de més de quatre anys al càrrec. Va ser nomenat entrenador del CD Mensajero el 26 de juny, va ser destituït el 12 de gener següent.
Aguirre va ser nomenat entrenador del CD Lealtad el 16 de juny de 2016, patint el descens de la tercera categoria a la campanya 2017-18. El 23 de juliol de 2018 va ser nomenat al capdavant del seu equip de lliga Unionistas de Salamanca CF, sent cessat el 27 d'octubre de l'any següent.
El 4 de setembre de 2020, Aguirre va ser nomenat entrenador del CD Toledo de quart nivell. Va ser rellevat de les seves funcions el 2 de febrer següent, i va prendre el control del CD Don Benito el 14 de desembre de 2021, a la nova Segona Divisió RFEF.
Aguirre va ser acomiadat per Don Benito el 18 d'octubre de 2022, amb només set rondes per a la nova temporada. El 8 d'abril de 2024, després de més d'un any sense club, va ser nomenat entrenador del Reial Oviedo Vetusta també de quarta divisió.